# Thorichthys
Thorichthys är ett släkte av fiskar. Thorichthys ingår i familjen Cichlidae.
Kladogram enligt Catalogue of Life:
| Thorichthys | \| \| Thorichthys affinis \| \| \| \| \| \| guldcichlid \| \| \| \| \| \| Thorichthys callolepis \| \| \| \| \| \| Thorichthys ellioti \| \| \| \| \| \| Thorichthys helleri \| \| \| \| \| \| eldbuk \| \| \| \| \| \| Thorichthys pasionis \| \| \| \| \| \| Thorichthys socolofi \| \| \| \| |
|             | \| \| Thorichthys affinis \| \| \| \| \| \| guldcichlid \| \| \| \| \| \| Thorichthys callolepis \| \| \| \| \| \| Thorichthys ellioti \| \| \| \| \| \| Thorichthys helleri \| \| \| \| \| \| eldbuk \| \| \| \| \| \| Thorichthys pasionis \| \| \| \| \| \| Thorichthys socolofi \| \| \| \| |
|             | Thorichthys affinis |
|             | |
|             | guldcichlid |
|             | |
|             | Thorichthys callolepis |
|             | |
|             | Thorichthys ellioti |
|             | |
|             | Thorichthys helleri |
|             | |
|             | eldbuk |
|             | |
|             | Thorichthys pasionis |
|             | |
|             | Thorichthys socolofi |
|             | |